# Estádio Nacional do PNF
Stadio Nazionale del Partito Nazionale Fascista (português Estádio Nacional do Partido Nacional Fascista) conhecido popularmente como o "Velho Stadio Flaminio", foi um estádio multiuso italiano, dedicado principalmente ao futebol.
Localizava-se na cidade de Roma, Itália. Seus clubes mandantes eram a S.S. Lazio e a A.S. Roma. Foi demolido em 1953 dando lugar ao Estádio Flamínio.

## Copa do Mundo FIFA de 1934
Recebeu três jogos da Copa do Mundo de 1934, incluída a partida final entre a seleção tcheca e seleção italiana.
| Data        | 1ª equipe       | Placar | 2ª equipe       | Fase      |
| ----------- | --------------- | ------ | --------------- | --------- |
| 27 de maio  | Itália          | 7–1    | Estados Unidos  | Oitavas   |
| 3 de junho  | Tchecoslováquia | 3–1    | Alemanha        | Semifinal |
| 10 de junho | Itália          | 2–1    | Tchecoslováquia | Final     |